# منتخب منغوليا لهوكي الجليد
منتخب منغوليا الوطني لهوكي الجليد هو منتخب وطني يمثل منغوليا في منافسات هوكي الجليد الدولية، بدأ منافساته في سنة 1999، نافس في بطولة العالم لهوكي الجليد 5 مرات، ونافس أيضاً في الألعاب الآسيوية الشتوية 4 مرات، كما نافس 10 مرات في كأس التحدي الآسيوي لهوكي الجليد وفاز بتلك البطولة مرتين 2018 و2019، يحتل حالياً التصنيف الخمسين على العالم.